# Idaea insuavis
Idaea insuavis är en fjärilsart som beskrevs av Butler 1889. Idaea insuavis ingår i släktet Idaea och familjen mätare. Inga underarter finns listade i Catalogue of Life.